# Dungeons & Dragons (filme)
Dungeons & Dragons (Brasil: Dungeons & Dragons - A Aventura Começa Agora; Portugal: Masmorras e Dragões)  é um filme de 2000 dirigido por Courtney Solomon, baseado no RPG de mesmo nome.

## Sinopse
No Reino de Izmer, mágicos usam seus poderes para dominar a Terra. Savina, uma imperatriz cheia de juventude, está determinada a usar seus poderes em prol da justiça e da prosperidade. Entretanto, ela é deposta por um diabólico mágico e precisa controlar os Dragões Vermelhos para reaver o trono.

## Elenco
- Justin Whalin como Ridley Freeborn
- Marlon Wayans como Snails
- Jeremy Irons como Profion
- Thora Birch como Imperatriz Savina
- Bruce Payne como Damodar
- Zoe McLellan como Marina Pretensa
- Kristen Wilson como Norda
- Lee Arenberg como Elwood
- Richard O'Brien como Xilus
- Tom Baker como Halvarth, o Elfo
- Robert Miano como Azmath